# Hostovice
Hostovice es un municipio del distrito de Snina en la región de Prešov, Eslovaquia, con una población estimada a final del año 2024 de 235 habitantes.
Se encuentra ubicado al este de la región, en el valle del río Cirocha (cuenca hidrográfica del río Tisza) y cerca de la frontera con Ucrania.

## Demografía
| Año        | 1994 | 2004     | 2014     | 2024     |
| ---------- | ---- | -------- | -------- | -------- |
| Población  | 388  | 349      | 290      | 235      |
| Diferencia |      | −10,05 % | −16,90 % | −18,96 % |

| Año        | 2023 | 2024    |
| ---------- | ---- | ------- |
| Población  | 237  | 235     |
| Diferencia |      | −0,84 % |